# Parafia Najświętszego Zbawiciela w Ustce
Parafia pw. Najświętszego Zbawiciela w Ustce – rzymskokatolicka parafia należąca do dekanatu Ustka, diecezji koszalińsko-kołobrzeskiej, metropolii szczecińsko-kamieńskiej. Została utworzona 1 czerwca 1951.

## Kościół parafialny
Kościół pw. Najświętszego Zbawiciela w Ustce – zbudowany w latach 1885–88 w stylu neogotyckim (zabytek nr rej. A-1407 z 30.08.1993), ponownie poświęcony 15 lipca 1945. Mieści się przy ulicy Marynarki Polskiej.

## Kościoły filialne i kaplice
- Kościół pw. Znalezienia Krzyża Świętego w Charnowie (nr rej. A-214 z 1.02.1961[1])
- Kościół pw. św. Mikołaja w Zimowiskach (nr rej. A-220 z 8.05.1961[1])
- Kaplica w domu Sióstr Kanoniczek w Ustce

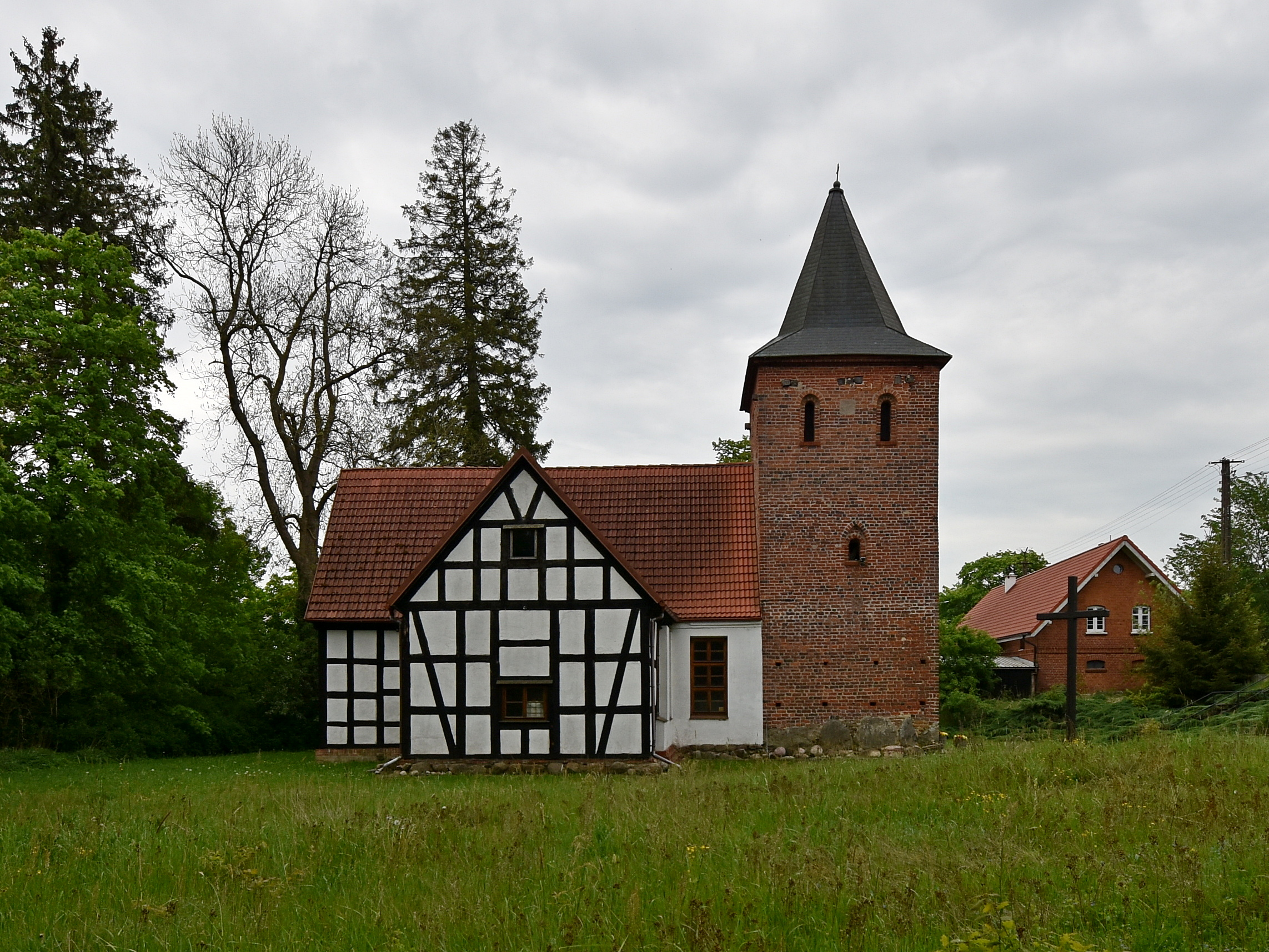
Kościół filialny w Charnowie
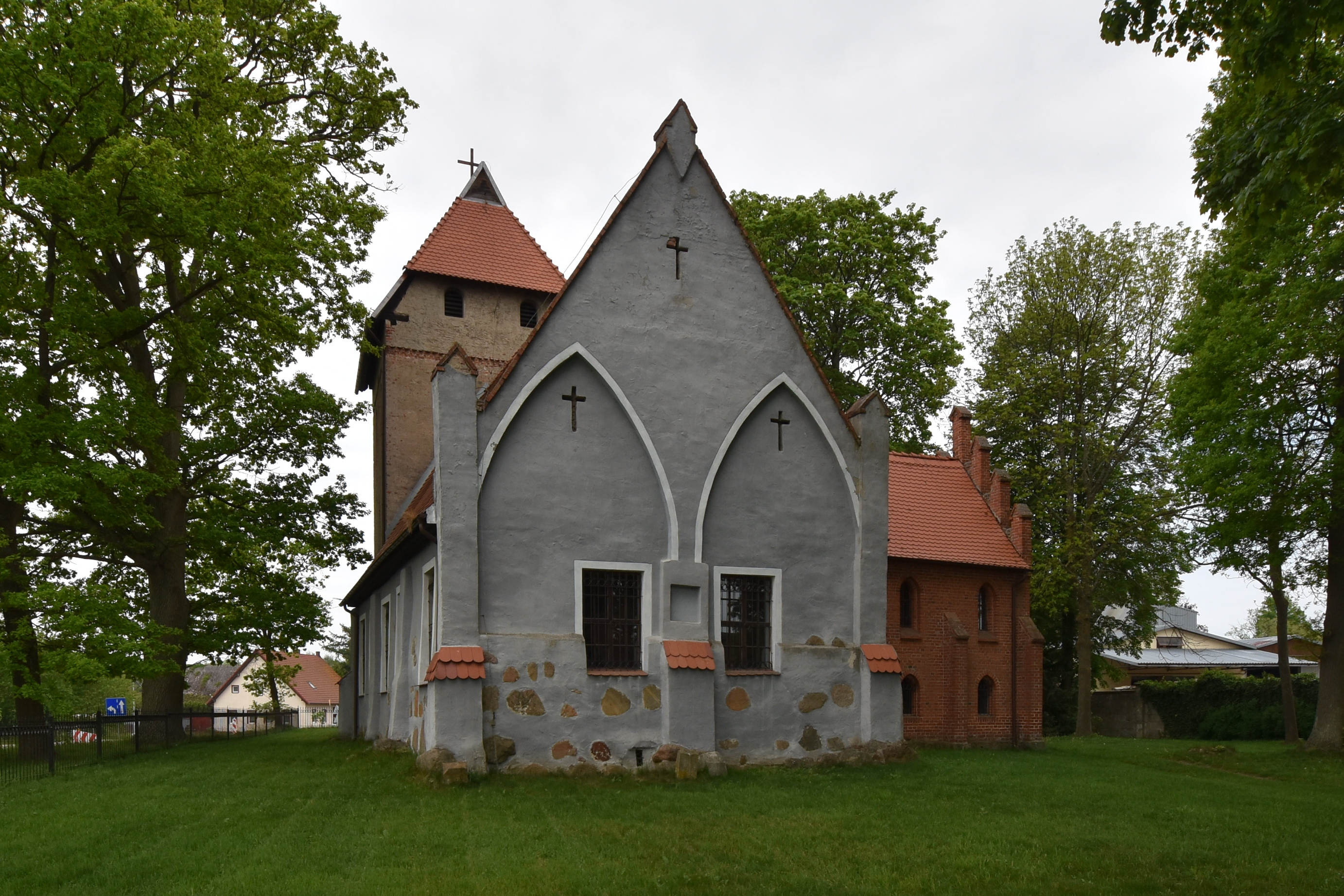
Kościół filialny w Zimowiskach